# Время нашего детства
«Время нашего детства» (груз. დამშვიდობება, дословный перевод на русский: «Прощание») — советский художественный фильм режиссёра Зураба Тутберидзе, снятый в 1987 году на киностудии «Грузия-фильм».
Премьера фильма состоялась 15 сентября 1987 года. Картину посмотрели 200 тысяч зрителей.

## Сюжет
Двое давних знакомцев вспоминают свою жизнь в детстве, проведённую в одном тбилисском дворе, где происходили разные события и встречи. Воспоминания наполняют их радостью и горечью, их сердца наполняются светлой печалью.

## В ролях
- Георгий Ломсадзе — Гиви
- Нодар Нодаридзе — Сулхан
- Темур Нодаридзе — Вато
- Дато Мчедлидзе — Яго
- Абрек Пхаладзе — дядя Миша
- Иванэ Сакварелидзе — Скрипун
- Говен Чейшвили — Абесса
- Руслан Микаберидзе — Васо
- Тамар Кинцурашвили — Талико
- Дито Цинцадзе — Отар
- Инга Перадзе — Ламара
- Дмитрий Цуцурин — Яшка
- Нани Брегвадзе — мать Милицы
- Гурам Пирцхалава — военрук
- Резо Эсадзе — Габо
- Нино Брегвадзе
- Олиа Джаниашвили